# Jane Levy
Jane Colburn Levy (Los Angeles, 29 dicembre 1989) è un'attrice statunitense.

## Biografia
Figlia di Mary Tilbury, un'artista, e di Lester Levy, un musicista, Jane Levy è cresciuta nella Contea di Marin (California). Capitano della squadra di calcio scolastica e componente di un gruppo di danza hip hop, dopo il diploma si trasferisce per due anni a New York, dove studia recitazione allo Stella Adler Studio of Acting.
Dopo essere ritornata in California, partecipa nel 2011 alla serie televisiva Shameless nei panni di Mandy Milkovich. Nello stesso anno interpreta Tessa Altman nella serie televisiva Suburgatory. Dopo tre stagioni, tuttavia, l'ABC ha cancellato ufficialmente la serie. Nel 2020 interpreta Zoey Clarke nella serie televisiva Lo straordinario mondo di Zoey. 

### Vita privata
Il 3 marzo 2011 si è sposata con l'attore portoghese Jaime Freitas, per poi separarsi il 31 ottobre dello stesso anno. Nell'aprile 2013 ha presentato una istanza di divorzio per "differenze inconciliabili".

## Filmografia

### Cinema
- Nobody Walks, regia di Ry Russo-Young (2012)
- Fun Size, regia di Josh Schwartz (2012)
- La casa (Evil Dead), regia di Fede Álvarez (2013)
- Bang Bang Baby, regia di Jeffrey St. Jules (2014)
- About Alex, regia di Jesse Zwick (2014)
- Frank and Cindy, regia di G.J. Echternkamp (2015)
- Man in the Dark (Don't Breathe), regia di Fede Álvarez (2016)
- Monster Trucks, regia di Chris Wedge (2016)
- I Don't Feel at Home in This World Anymore, regia di Macon Blair (2017)
- Office Uprising, regia di Lin Oeding (2018)
- Pretenders, regia di James Franco (2018)

### Televisione
- Shameless – serie TV, 5 episodi (2011)
- Suburgatory – serie TV, 57 episodi (2011-2014)
- Kroll Show – serie TV, episodio 2x05 (2014)
- Swedish Dicks – serie TV, episodio 1x05 (2016)
- My Time Your Time, regia di Pamela Fryman – episodio pilota scartato (2016)
- Twin Peaks – serie TV, episodio 5 (2017)
- Sea Oak, regia di Hiro Murai – episodio pilota scartato (2017)
- There's... Johnny! – serie TV, 7 episodi (2017)
- Castle Rock – serie TV, 10 episodi (2018)
- What/If – serie TV, 10 episodi (2019)
- Lo straordinario mondo di Zoey (Zoey's Extraordinary Playlist) – serie TV (2020-2021)

### Cortometraggi
- Nicholas & Hillary, regia di Elizabeth Orr (2015)
- Here Now, regia di Gregg Araki (2015)
- Ciao Lola, regia di Oscar Boyson (2016)

## Doppiatrici italiane
Nelle versioni in italiano delle opere in cui ha recitato, Jane Levy è stata doppiata da:
- Valentina Mari in Suburgatory, What/If, Lo straordinario mondo di Zoey
- Veronica Puccio in Fun Size
- Gemma Donati in La casa
- Erica Necci in About Alex
- Joy Saltarelli in Man in the Dark
- Emanuela Ionica in Monster Trucks
- Giulia Franceschetti in Shameless
- Serena Sigismondo in Twin Peaks
- Letizia Ciampa in Castle Rock